# Estrella extrema de helio
Una estrella extrema de helio (extreme helium star en inglés), abreviado EHe, es un tipo peculiar de estrella supergigante de baja masa que muestra una inusual pobreza en hidrógeno. Forman un subgrupo de las estrellas deficientes de hidrógeno, un grupo muy amplio que incluye estrellas Wolf-Rayet de Población I, estrellas de tipo AM CVn, estrellas de tipo R Coronae Borealis, estrellas ricas en helio de tipos espectrales O y B, enanas blancas de espectro WC, y objetos transicionales cómo PG 1159.
La primera estrella de este tipo, HD 124448, fue descubierta en 1942. Éste astro no muestra hidrógeno en su espectro, pero sí fuertes líneas de helio, así como la presencia de carbono y oxígeno. La segunda estrella de este tipo, PV Telescopii, fue descubierta en 1952, y en 2001 ya se conocían 21. Un rasgo que tienen todas ellas en común es que la relación de abundancia entre el carbón y el helio es siempre de entre el 0,3% y el 1%, a pesar de que las abundancias de otros elementos sean distintas.
Sus temperaturas superficiales están entre los 9.000 y 35.000 Kelvin, y tanto su abundancia en helio y carbono cómo su pobreza en hidrógeno muestran que han fusionado hidrógeno y helio en algún momento de su evolución pasada
Dado que es imposible que una estrella de estas características se forme a partir de nubes moleculares, hay dos teorías que explican su origen:
1. Modelo degenerado doble (DD), según el cual las estrellas eHe son el producto de una fusión entre una enana blanca rica en helio y otra rica en carbono y oxígeno y más masiva que es orbitada por la primera. La órbita de ambas se va cerrando debido a la emisión de ondas gravitatorias, hasta que la enana blanca de helio se fusiona con la de carbono y oxígeno. Si no se supera el límite de Chandrasekhar, el helio empezará a fusionarse formando una estrella supergigante, que se transformará en una EHe y de ahí se enfriará para convertirse de nuevo en enana blanca.[3]
2. Modelo de flash final (FF). Aquí, una estrella que ha abandonado la Rama asintótica gigante y que está evolucionando para convertirse en enana blanca sufre un último flash del helio en capa, que hace que las capas exteriores se expandan de manera rápida. Si el hidrógeno que quedaba en ellas es consumido, se tendrá una estrella deficiente en hidrógeno que se contraerá para formar una eHe.[3]

El primer modelo es el favorecido, sobre la base de las abundancias encontradas en siete estrellas de este tipo.